# 天长地久 (泰勒·斯威夫特歌曲)
《天长地久》（英語：Forever & Always）是美國創作歌手泰勒·斯威夫特創作和演唱的一首歌曲。它出自第二張專輯《放手去爱》。《天長地久》是專輯最後一分鐘才加進去。其所獲評價褒貶不一，並受美國唱片業協會認證為白金唱片。儘管《天長地久》並沒作單曲，但最高排在《告示牌》百强单曲榜前40名。它主要圍繞分手後的心痛。

## 背景和錄製
《天長地久》啟發自不久前與喬·強納斯分手的經歷，斯威夫特在最後一刻很快創作和錄製歌曲來收錄在《無懼的愛》中。斯威夫特逐首解釋收錄在《無懼的愛》的歌曲時解釋它是有關她人生中的一個男人，她可以感覺其「慢慢（離開）」她，並在處理日漸瓦解的戀情時感到困惑。斯威夫特在接受《滾石》的訪問時將這段戀情的影響稱「非常戲劇性和瘋狂」的經歷，得需要透過音樂來「應付」。
強納斯在《十七》雜誌2009年6月一起回應歌曲。他談及它時稱他並不在意斯威夫特創作有關他們戀情的歌曲。強納斯說：「這十分錦上添花（......）聽到他們那一面的故事總是很高興。」
2009年，斯威夫特在專輯白金版將歌曲重錄成原聲民謠風格，並稱為《天長地久 (鋼琴版)》。

## 現場演出
斯威夫特於2009年1月10日在《週六夜現場》以及在無懼的愛巡迴演唱會演唱《天長地久》和《愛的故事》。他還在2009年迪克·克拉克的跨年搖滾夜演唱它、《燒掉的回憶》、《愛的故事》和《改變》集成曲。
這首歌曲是斯威夫特首次巡迴演唱會無懼的愛巡迴演唱會的常規曲目列表。斯威夫特於2013年3月22日红巡回演唱会夏洛特場演唱《天長地久》來取代《差點按捺不住》。她同樣於2018年9月15日在舉世盛名體育場巡迴演唱會印第安纳波利斯場時演唱此曲來取代《回憶太清晰》。

## 榜單表現
| 排行榜（2008年）             | 最高 排名 |
| ---------------------------- | --------- |
| 加拿大（Canadian Hot 100）   | 32        |
| 美国（《告示牌》百大單曲榜） | 34        |

## 銷量認證
| 地區                                   | 认证 | 认证单位/销量 |
| -------------------------------------- | ---- | ------------- |
| 美国（美國唱片業協會）                 | 白金 | 1,000,000‡    |
| ^僅含認證的出貨量 ‡僅含認證的+實際銷量 |      |               |